# Invernizzi (cognome)
Invernizzi è un cognome di lingua italiana.

## Varianti
D'Inverno, De Vierni, Inverni, Invernicci, Invernici, Invernizio, Inverno, Verna, Vernazza, Vernazzani, Vernazzi, Verni, Vernì, Vernia, Vernizzi, Verno, Vernò, Vierno.

## Origine e diffusione
Il cognome è tipicamente lombardo.
Potrebbe derivare da un toponimo quali Inverno e Monteleone in provincia di Pavia e Vernazza in provincia di La Spezia. Potrebbe altresì essere legato alla stagione invernale, a significare che il capostipite fosse nato in tale stagione. Potrebbe infine essere legato al commercio e alla coltivazione di ontani, dal celtico verna.
Le varianti Inverni e Verna sono centro-settentrionali; Vernazza è ligure; Verni e Verno sono pugliesi; Vierno è campano; Vernia è meridionale.

## Persone
- Cristian Invernizzi – politico italiano
- Corrado Invernizzi – attore italiano
- Ernesto Invernizzi – imprenditore italiano